# The Git Up
The Git Up is de debuutsingle van de Amerikaanse rapper Blanco Brown uit 2019. Het is de tiende track op het album Honeysuckle & Lightning Bugs uit 2019.

## Achtergrond
The Git Up is geschreven en geproduceerd door Blanco Brown zelf. Het nummer kwam kort uit na de hit Old Town Road van Lil Nas X en is samen met dit nummer een voorbeeld van het genre country rap. Blanco Brown was eerst niet van plan om het nummer als single uit te brengen, maar doordat Old Town Road zo populair was, besloot Blanco Brown dit te doen, en ook zo snel mogelijk. Vlak voordat Brown het nummer uitbracht, plaatste hij een video online waarop hij linedancede op het lied. Deze video en het bijbehorende dansje gingen onder meer op TikTok viral, waarbij verschillende mensen onder het mom van #thegitupchallenge het dansje uitvoerden. De combinatie van de aandacht voor countryrap en de online aandacht voor het nummer zelf, zorgde ervoor dat het nummer in verschillende landen de hitlijsten behaalde. De hoogste notering haalde het nummer in Australië, met een vijfde positie. In Nederland of België haalde het de hitlijsten niet. 